# WEST SIDE STORY (アルバム)
『WEST SIDE STORY』（ウエスト・サイド・ストーリー）は、日本のシンガーソングライター伊東歌詞太郎のミニアルバム。2018年9月8日発売。

## 概要
前作『BLANK DISK』から約2か月ぶりのリリースとなり、再始動後に大阪で行われた復活ワンマンライブにてリリースされた。
当初は会場限定アルバムだったが、発売から2年後の2020年4月1日には、各音楽配信サービスにて配信が開始された。
今作の収録曲の内、「It’s all right!」「magic music」は発売前から路上ライブにて度々演奏されていた楽曲である。

## 収録内容
| 全作詞・作曲: 伊東歌詞太郎。 |                     |              |              |      |      |
| #                            | タイトル            | 作詞         | 作曲・編曲   | 編曲 | 時間 |
| 1.                           | 「It’s all right!」 | 伊東歌詞太郎 | 伊東歌詞太郎 |      | 4:21 |
| 2.                           | 「おねがいごと」    | 伊東歌詞太郎 | 伊東歌詞太郎 |      | 4:17 |
| 3.                           | 「ラピスラズリ」    | 伊東歌詞太郎 | 伊東歌詞太郎 |      | 3:26 |
| 4.                           | 「magic music」     | 伊東歌詞太郎 | 伊東歌詞太郎 |      | 4:23 |
| 合計時間:                    | 合計時間:           | 合計時間:    | 16:27        |      |      |

## 演奏
- 伊東歌詞太郎：Vocal, Acoustic Guitar, Arrangement
- 柴田佳則、沼能友樹：Acoustic Guitar, Electric Guitar
- 棚橋”UNA”信仁：Arrangement, Recording, Mixing, Mastering Engineer
- JINICHIRO TAMASAKA：Electric Guitar